# 오스틴 세너터스
오스틴 세너터스(Austin Senators)는 미국 텍사스주 오스틴을 연고지로 했던 여러 마이너 리그 베이스볼 팀의 이름으로, 1898년부터 1964년까지 간헐적으로 존재했다. 오스틴 세너터스라는 이름을 가졌던 팀은 텍사스 리그(1888년~1890년, 1905년, 1907년~1908년, 1911년~1914년, 1956년~1964년), 텍사스 서던 리그(1896년), 사우스 텍사스 리그(1906년), 미들 텍사스 리그(1915년), 텍사스 어소시에이션(1925년~1926년) 등 여러 리그에 참가한 역사가 있다.

## 역사
1915년에 미들 텍사스 리그에 참가한 오스틴 세너터스 구단은 오스틴 레프리젠터티브스(Austin Representatives)라는 이름을 내걸고 리그에서 2승을 거뒀지만, 이후 홍수 피해로 인해 텍사스주 테일러로 연고지를 옮겼다. 오스틴 세너터스는 1923년부터 1924년까지 2년 동안 오스틴 레인저스(Austin Rangers)라는 이름으로 텍사스 어소시에이션에 참가했다. 1956년부터 1967년까지 오스틴 세너터스는 밀워키/애틀랜타 브레이브스 산하에 있었다. 1965년부터 1967년까지는 오스틴 브레이브스라는 이름으로 존재했다. 1967년 시즌 이후에는 해당 팀이 루이지애나주 슈리브포트로 연고지를 옮기게 되면서 남은 20세기 동안 오스틴에는 프로 야구단이 더 이상 존재하지 않게 되었다.
오스틴 세너터스라는 이름을 지녔던 구단은 여러 차례 리그 우승을 차지했다. 1906년에 워런 길 감독의 지휘 아래 첫 우승을 차지했다. 다음해인 1907년에는 브룩스 고든 휘하에서 다시 리그 우승을 차지했으며, 이해 오스틴 세너터스는 샌안토니오 브론초스와의 더블헤더 두 번째 경기에서 상대 팀을 44–0으로 꺾으며 야구 역사상 가장 압도적으로 승리한 경기를 치러내기도 했다. 또한 이 경기에서 세너터스 선수 해리 쇼트는 5안타에 7득점, 4도루, 2루타와 3루타 각각 1개씩을 때려냈다.
1911년에 오스틴 세너터스는 데일 기어 감독의 지도 아래 세 번째 우승을 차지했다. 오스틴 세너터스의 마지막 우승은 1959년 어니 화이트 감독 시절로, 이해 시즌에 세너터스 선수 찰리 고린은 멕시코시티 디아블로스 로호스를 상대로 노히터를 달성했다. 2009년, 우승 50주년을 기념하기 위해 당시 선수단은 센트럴 텍사스에 모였고, 라운드록 익스프레스의 경기에서 열린 기념 행사에서 챔피언 반지를 수여받는 등 예우를 받았다.

## 구단 변천사
| 활동 기간                    | 시즌 수 | 구단명              | 등급      | 리그                | 제휴 구단           |
| ---------------------------- | ------- | ------------------- | --------- | ------------------- | ------------------- |
| 1888년~1890년                | 3       | 오스틴 세너터스     | 클래스 C  | 텍사스 리그         | 없음                |
| 1895년                       | 1       | 오스틴 비버스       | 독립 리그 | 텍사스 서던 리그    | 없음                |
| 1896년                       | 1       | 오스틴 세너터스     | 독립 리그 | 텍사스 서던 리그    | 없음                |
| 1897년~1899년, 1905년        | 4       | 오스틴 세너터스     | 클래스 C  | 텍사스 리그         | 없음                |
| 1906                         | 1       | 오스틴 세너터스     | 클래스 D  | 사우스 텍사스 리그  | 없음                |
| 1907년~1908년, 1911년~1914년 | 6       | 오스틴 세너터스     | 클래스 C  | 텍사스 리그         | 없음                |
| 1915년                       | 1       | 오스틴 렙스         | 클래스 D  | 미들 텍사스 리그    | 없음                |
| 1923년~1924년                | 2       | 오스틴 레인저스     | 클래스 D  | 텍사스 어소시에이션 | 없음                |
| 1925년~1926년                | 2       | 오스틴 세너터스     | 클래스 D  | 텍사스 어소시에이션 | 없음                |
| 1947년~1955년                | 9       | 오스틴 파이오니어스 | 클래스 B  | 빅 스테이트 리그    | 없음                |
| 1956년~1964년                | 9       | 오스틴 세너터스     | 클래스 AA | 텍사스 리그         | 밀워키 브레이브스   |
| 1965년~1967년                | 3       | 오스틴 브레이브스   | 클래스 AA | 텍사스 리그         | 애틀랜타 브레이브스 |